# Bane (Forgotten Realms)
Bane è una divinità immaginaria appartenente all'ambientazione Forgotten Realms per il gioco di ruolo fantasy Dungeons & Dragons. È una divinità maggiore del pantheon faerûniano.
Il suo simbolo è costituito da raggi verdi che scaturiscono da un pugno nero.
La sua arma preferita è la "Mano Nera di Bane", un guanto d'arme nero.
Il suo Eletto è Fzoul Chembryl, Gran Sacerdote del Tempio di Bane e Signore Supremo degli Zhentarim.

## Storia editoriale
Nel 2022 gli è stata dedicata una carta nell'espansione di Magic: l'Adunanza Leggende di Commander: Battaglia per Baldur's Gate.